# Fryksdalstjärnen (Gunnarskogs socken, Värmland)
Fryksdalstjärnen är en sjö i Arvika kommun i Värmland och ingår i Göta älvs huvudavrinningsområde.